# Kostel Narození Panny Marie (Nový Malín)
Kostel Narození Panny Marie v Novém Malíně je barokní stavba z 18. století s věží z konce 16. století. Kostel byl v roce 1964 zapsán mezi kulturní památky. Hlavní oltář se nachází v presbyteriu kostela. Je vysoký 10 metrů.

## Historie kostela
Původní středověký kostel byl prý postaven na místě pohanského chrámu. Dle datace na starém kostelním zvonu lze předpokládat, že kostel zde stál již v 15. století. Podoba původního kostela je znázorněna na obecním pečetidle z roku 1705. Je zde vyobrazen s obloukovými okny na podélné straně a se dvěma okny téhož tvaru na užší straně, kde byl též vchod. Dále je vidět cibulová věž uprostřed střechy, na obou koncích hřbetu kostela byl kříž. V roce 1724 byl kostel značně přestavěn a v barokním slohu rozšířen stavitelem Jan Wisnerem z Uničova a Antonínem Scholzem ze Šumperka. Při této přestavbě byl kostel prodloužen o dvě okna, tj. od kazatelny až po hlavní oltář. Dostavěna byla i věž kostela s hodinami, na kterou v roce 1727 byla slavnostně usazena kostelní báň. V roce 1810 byla za hlavním oltářem přistavěna sakristie s oratoří. Zvětšený a renovovaný kostel byl v roce 1811 konsekrován olomouckým světícím biskupem Josefem Kolowratem. V následujících letech byla opravována střecha a báně kostela. V roce 1930 byl zcela obnoven.
V roce 2004 dostal kostel novou fasádu. V roce 2013 byla dokončena fasáda věže a opraveny věžní hodiny, restaurovány kamenné prvky na portále kostela. V roce 2014 byla provedena celková úprava kostelního náměstí a bezprostředního okolí kostela včetně výsadby nových stromů.

## Popis kostela
Kostel byl dříve obklopen hřbitovem, který byl obehnán kamennou zdí se třemi brankami a sloužil až do roku 1892, kdy byl zrušen pro nedostatek místa. V roce 1879 byly kolem kostela vysazeny lípy na počest 25. výročí sňatku císaře Františka Josefa I. Některé se dosud zachovaly. U kostela stojí dřevěná socha Anděla naděje od Jaroslava Mináře z roku 2013 vyřezaná z kmene jednoho ze stromů. V areálu kostela se nacházejí dvě chráněné kulturní památky:
- žulový památník z roku 1922 věnovaný obětem první světové války. Do dnešní podoby byl upraven v roce 1947.
- pískovcový kříž z roku 1791 s plastickým korpusem Krista a poloplastikou Panny Marie na podstavci [1]

### Exteriér

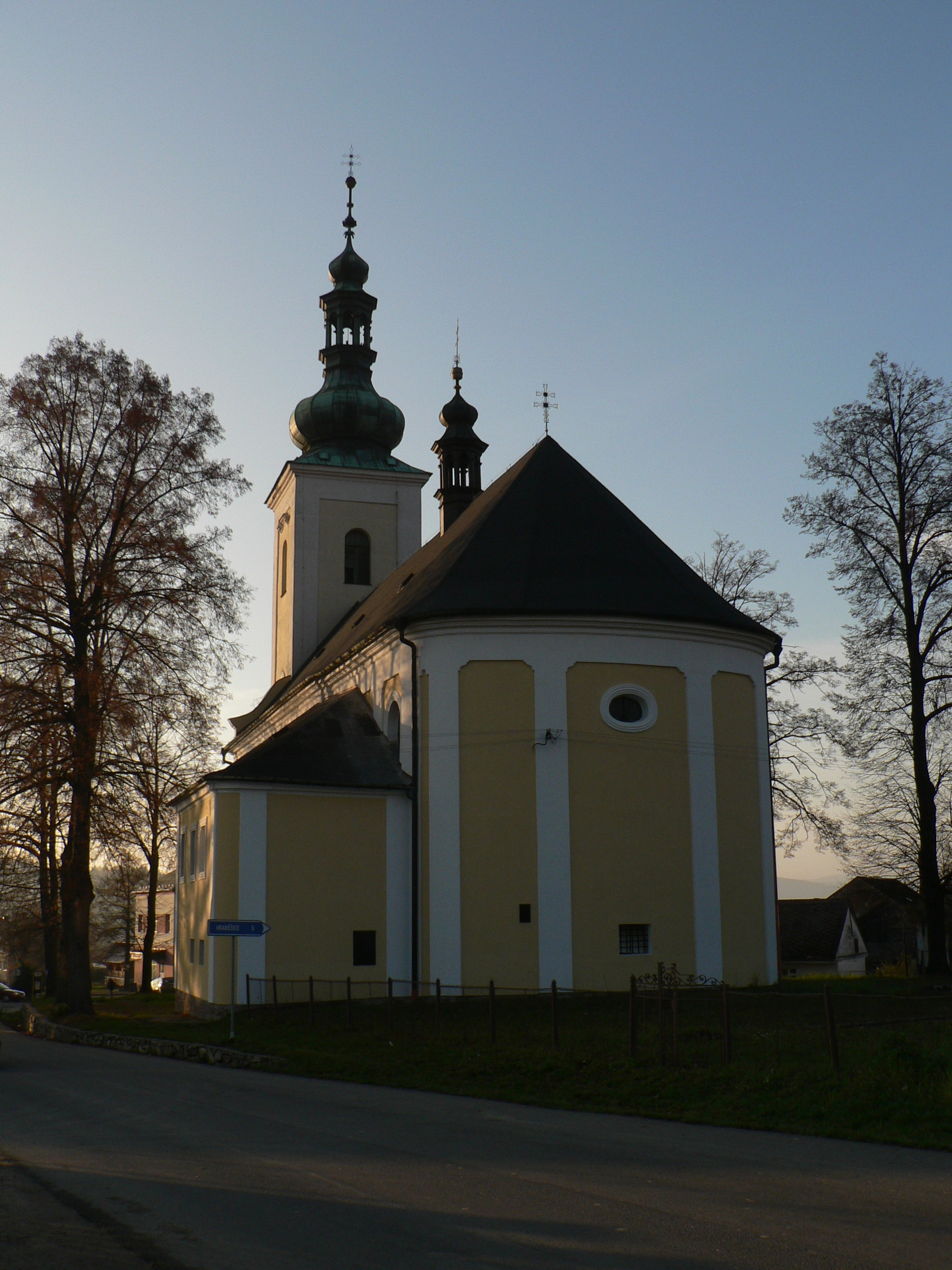
pohled od východu

Kostel je podélná jednolodní sálová stavba dlouhá 42 m a 11 m široká. Presbyterium je stejně vysoké a široké jako loď, zakončené půlelipsou. K jižní zdi přiléhá čtyřboká sakristie s oratoří v patře. Západní průčelí tvoří hranolová zakončená bání s křížem, vysoká 50 m. Vedle vstupu do podvěží jsou ve zdi druhotně osazeny dvě mramorové desky s pamětními nápisy o stavbě věže, nyní překryté omítkou (jedna je datována rokem 1588). Hodiny byly na věž umístěny v roce 1829, nahrazeny byly v roce 1892 spolehlivějším strojem s třemi ciferníky, dílem hodináře Thondela z Uničova.

### Interiér
Loď kostela je valeně zaklenuta s výsečemi mezi pasy a lunetovým závěrem. U paty klenby je průběžná římsa, pasy jsou neseny přízedními polopilíři, překrytými pilastry, které jsou v presbytáři zesíleny.
Monumentální 10 m vysoký klasicistní oltář s bohatou ornamentikou ovládá svou architekturou celý prostor kostela. Na oltáři jsou uloženy relikvie sv. Jana a sv. Pavla. Hlavní oltář má ve sloupovém retabulu obraz Narození Panny Marie, který kostelu daroval zdejší rodák rytíř von Hochman (1792–1859). Obraz z roku 1667 byl několikrát přemalován a jeho autorství není přesně určeno (Tobiáš Pock, Josef Stern). Tři nástropní fresky zachycují některé výjevy ze života Panny Marie (Navštívení Panny Marie, Svatba, Nanebevzetí). Malba není datována ani podepsána. Dle odhadu památkového ústavu v Brně obraz pochází pravděpodobně z let 1730–1740 a není vyloučeno, že je dílem přímo mistra Jana Kryštofa Handkeho nebo Ignáce Oderlického. Kostel má ještě dva boční oltáře. Volně zavěšený, původně oltářní obraz z roku 1813 představuje apoštoly sv. Jana a sv. Pavla jako ochránce proti bouřkám a zobrazuje historické jádro obce s kostelem. Čtrnáct obrazů křížové cesty pořídili farníci na vlastní náklady v roce 1805, autor Heinrich Wehner. V roce 1914 byly restaurovány a dány do nových rámů.
Zvon ve věži má na věnci nápis s letopočtem 1465. Na dvoupatrové hudební kruchtě jsou instalovány varhany vyrobené v roce 1892 firmou Bauer z Uničova, které nahradily původní nástroj z roku 1829. Generální opravou prošly v roce 2002.